# Charlotte Beiter
Charlotte Beiter Bomme (født Petersen 30. april 1967), er en tidligere dansk atlet.
Beiter startede karrieren i AK73, men byttede i 1987 klub til Sparta Atletik, hvor hun blev til karrieren sluttede i 1997. Hun vandt i alt 18 individuelle danske mesterskaber. Hun har efter elitekarrieren fortsat med motionsatletik i Køge. 
Beiter studerede på Danmarks Tekniske Universitet 1990–1998 og arbejder efterfølgende som civilingeniør i Miljøministeriet på Miljøcenter Roskilde. I dag er hun ansat som atletikchef i Sparta Atletik & Løb.
Beiter er gift med Carsten Bomme, landstræner i kast og tidligere dansk mester i tikamp. Sammen har de døtrene Ida og Emma. Hun er storesøster til diskoskasteren og den danske rekordholder i vægtløftning, Tina Beiter.

## Danske mesterskaber
Denne liste er ufuldstændig; hjælp gerne med at udfylde den.
- Sølv 1997 60 meter hæk inde 8,98
- Sølv 1997 Længdespring inde 6,20
- Sølv 1996 Længdespring 5,71
- Guld 1996 60 meter hæk inde 8,80
- Sølv 1996 Længdespring inde 6,22
- Guld 1995 100 meter hæk 14,44
- Sølv 1995 Længdespring 6,00
- Guld 1995 Længdespring inde 5,76
- Guld 1995 Trespring inde 11,62
- Sølv 1994 Højdespring 1,69
- Guld 1994 Syvkamp 5162p
- Sølv 1993 Længdespring 6,10
- Bronze 1993 100 meter hæk 14.22
- Bronze 1993 Højdespring 1,74
- Sølv 1992 100 meter hæk 14.44
- Sølv 1992 Højdespring 1,74
- Sølv 1992 Længdespring 6,05
- Guld 1992 Syvkamp 5114p
- Guld 1992 Femkamp inde 3797p
- Guld 1991 100 meter hæk 14,32
- Guld 1991 Højdespring 1,77
- Guld 1991 Længdespring 6,24
- Guld 1991 Syvkamp 5423p
- Guld 1991 Højdespring inde 1,78
- Guld 1991 Femkamp inde 3943p
- Sølv 1990 100 meter hæk 14.42
- Sølv 1990 Højdespring 1,77
- Sølv 1990 Længdespring 6,04
- Guld 1990 60 meter hæk inde 8,96
- Guld 1990 Sekskamp inde 4593p
- Guld 1989 60 meter hæk inde 8.88
- Guld 1988 200 meter 25,42
- Sølv 1988 100 meter hæk 14.30
- Bronze 1988 Syvkamp 4998p
- Sølv 1988 60 meter hæk inde 8,9
- Sølv 1988 Højdespring 1,71
- Sølv 1987 Sekskamp inde 4258p
- Bronze 1987 Syvkamp
- Bronze 1986 Højdespring 1,69
- Guld 1986 Sekskamp inde 4335p
- Bronze 1986 Længdespring inde 5,73

## Danske rekorder
- Femkamp inde 3943p (Serie: 8,92-1,79-11,31-5,97-2:33,9) Marselisborghallen, Aarhus 9. februar 1991
- 4 x 200 meter inde 1:42.96 1. februar 1992

## Personlige rekorder
- 200 meter: 25,23 (+1,15 ) Fredriksberg 2. juli 1988
- 100 meter hæk: 14,16 (+0,5) Milano 6.juni 1992
- Længdespring: 6,31 (+0,9) Bruxelles 14.juni 1992
- Højdespring-inde: 1,81 Rødovrehallen 6. januar 1991
- Trespring: 11,53 (+1,2) Stockholm 2. september 1995
- Trespring-inde: 11,62 Malmö 5. marts 1995
- Syvkamp: 5445p Milano 6-7. juni 1992 (Serie:14,16-1,75-10,94-25,90/5,93-39,92-2:30,88)